# Брейді Тауншип (округ Клеріон, Пенсільванія)
Брейді Тауншип (англ. Brady Township) — селище (англ. township) в США, в окрузі Клеріон штату Пенсільванія. Населення — 55 осіб (2010).

## Демографія
Згідно з переписом 2010 року, у селищі мешкало 55 осіб у 23 домогосподарствах у складі 16 родин. Було 48 помешкань
Расовий склад населення:
| - 98,2 % — білих - 1,8 % — чорних або афроамериканців |

До двох чи більше рас належало 0,0 %. Частка іспаномовних становила 0,0 % від усіх жителів.
За віковим діапазоном населення розподілялося таким чином: 18,2 % — особи молодші 18 років, 76,3 % — особи у віці 18—64 років, 5,5 % — особи у віці 65 років та старші. Медіана віку мешканця становила 39,9 року. На 100 осіб жіночої статі у селищі припадало 120,0 чоловіків;  на 100 жінок у віці від 18 років та старших — 95,7 чоловіків також старших 18 років.
Середній дохід на одне домашнє господарство  становив 45 065 доларів США (медіана — 38 750), а середній дохід на одну сім'ю — 40 300 доларів (медіана — 41 250). За межею бідності перебувало 29,7 % осіб, у тому числі 50,0 % дітей у віці до 18 років та 0,0 % осіб у віці 65 років та старших.
Цивільне працевлаштоване населення становило 21 особа. Основні галузі зайнятості: транспорт — 33,3 %, освіта, охорона здоров'я та соціальна допомога — 28,6 %, науковці, спеціалісти, менеджери — 19,0 %, виробництво — 9,5 %.